# Kovizla
Kovizla (Servisch cyrillisch Ковизла) is een plaats in de Servische gemeente Brus. De plaats telt 59 inwoners (2002).